# Droga wojewódzka nr 851
Droga wojewódzka nr 851 (DW851) -  droga wojewódzka w województwie lubelskim o długości 459 m łącząca stację kolejową Puławy z drogą krajową DK12. Jest jedną z najkrótszych dróg wojewódzkich w Polsce.